# Henri Mège
Henri Mège est un homme politique français né le 1er août 1883 à Thiviers (Dordogne) et décédé le 1er avril 1956 à Limoges (Haute-Vienne).

## Biographie
Directeur technique de la compagnie des voitures de Paris, administrateur de sociétés, il est conseiller général de 1928 à 1934 et député de la Dordogne de 1932 à 1936, siégeant sur les bancs radicaux.

## Sources
- « Henri Mège », dans le Dictionnaire des parlementaires français (1889-1940), sous la direction de Jean Jolly, PUF, 1960 [détail de l’édition]